# Juan Mariano de Goyeneche y Gamio
Juan Mariano de Goyeneche y Gamio (Arequipa, 1834 - San Sebastián, 1924), político y diplomático peruano, III Conde de Guaqui, Marqués consorte de Villafuerte y grande de España de Primera Clase. Fue ministro plenipotenciario del Perú en Francia, España y la Santa Sede y diputado por Arequipa (1860; 1861; 1864; 1871-1876).

## Familia
Juan Mariano de Goyeneche era miembro de una histórica familia española, oriunda de Navarra, afincada en el Virreinato peruano desde finales del siglo XVIII y estrechamente vinculada con el bando Realista durante las guerras de independencia. Sus padres fueron Juan Mariano de Goyeneche y Barreda y María Santos de Gamio y Araníbar.
Cuando en 1821, Perú se declaró independiente de su metrópoli, los padres de Juan Mariano decidieron permanecer en Perú y aquí nació ya bajo nacionalidad peruana. Sin embargo varios de sus parientes se exiliaron a Europa como sus tíos José Manuel y Pedro Mariano de Goyeneche y Barreda.
Recibió su primera educación en el Colegio Seminario de la ciudad blanca de Arequipa, completándola desde los catorce años en España. Primero en Madrid bajo la dirección del padre Ramón Escudero Sáez, S.J., y posteriormente en el Colegio de Vergara. Cursó a continuación estudios de Jurisprudencia en la Universidad Central.

## Vida política
Cuando regresó al Perú participó en la vida pública siendo elegido diputado por Arequipa en el Congreso de la Nación en 1845. Fue luego miembro del Congreso Constituyente de 1860 por la provincia de Arequipa entre julio y noviembre de 1860 durante el tercer gobierno de Ramón Castilla. Este congreso elaboró la Constitución de 1860, la séptima que rigió en el país y la que más tiempo ha estado vigente pues duró, con algunos intervalos, hasta 1920, es decir, sesenta años. Luego de expedida la constitución, el congreso se mantuvo como congreso ordinario hasta 1863 y fue elegido nuevamente en 1864. Finalmente fue reelecto en 1872 durante el gobierno de Manuel Pardo.
En 1871, recibió la proposición de concurrir a la presidencia de la República, proposición que rechazó. Al encargarse Manuel Pardo y Lavalle de la presidencia le ofreció a Goyeneche la cartera de Interior, que declinó. Años más tarde, en 1880, le fue ofrecido el Ministerio de Relaciones Exteriores, que también rechazó. Durante su gestión concertó un convenio muy ventajoso con los acreedores de Perú ofreciéndoles la explotación directa del guano como garantía de la deuda y de los nuevos préstamos que consiguió se otorgaran al país.
Prestó grandes servicios a Perú durante la Guerra del Pacífico con Chile.

## Representante diplomático
En 1877, fue nombrado Ministro Plenipotenciario en París y en 1880 en Madrid. A él se debió la firma del Tratado de Paz y Amistad con España que puso fin definitivo a las disputas existentes entre ambas naciones desde la proclamación de la independencia en 1821. En 1887 fue nombrado Ministro Plenipotenciario ante la Santa Sede y en 1918 Embajador ante S.S. el Papa.
Durante sus viajes por Europa estudió todos los adelantos que pudieran ser aplicados después en el Perú, tomando notas y apuntes que hacía llegar a Lima.

## Otros cargos

El conde de Guaqui, por Ignacio Pinazo Camarlench. 1903. (Museo de Bellas Artes de Valencia)

Fue nombrado Académico de la Academia Lauretana de Ciencias y Artes, presidente de la Comisión Peruana de la Exposición Universal de 1878, delegado del Perú en el Congreso Postal de París y miembro de la Unión Postal Universal.
En España, Goyeneche fue nombrado Prócer del Reino y Caballero Profeso de la Orden de Santiago, así como dignidad Trece en dicha orden.
El ideal que persiguió a lo largo de su vida pública fue lograr una paz completa y sólida entre España y las Repúblicas hispanoamericanas que le deben su origen y a la formación de una liga indisoluble y poderosa que tuviera por objeto la mutua protección de sus intereses, tanto morales, de raza y religiosos, como materiales, de comercio, industriales y agrícolas.
Junto con sus hermanos aportó los fondos necesarios para la construcción del soberbio Hospital Goyeneche de Arequipa así como para la restauración del Castillo de Javier en Navarra y la edificación de la Basílica adosada y edificios aledaños. Igualmente donó personalmente la imagen de Jesús (9 metros) que coronaba el monumento al Sagrado Corazón de Jesús del Cerro de los Ángeles (Getafe - Madrid) que fue inaugurado por el Rey Alfonso XIII en 1919 y fusilado y dinamitado por milicianos marxistas en el verano de 1936. Junto con su hermana la duquesa de Goyeneche donó los terrenos sobre los que se asienta la Fundación Goyeneche de San Sebastián dedicada a la asistencia y empleo de disminuidos psíquicos y enfermos mentales.

## Condecoraciones
- Gran cruz de la Orden de Pio IX.
- Caballero gran cruz de la Orden de Carlos III.
- Caballero gran cruz de la Orden de San Gregorio Magno.
- Gran cruz de la Orden Civil de la Beneficencia.
- Gran cruz de la Orden Imperial de la Rosa del Brasil.
- Gran cruz de la Orden El Sol del Perú.
- Hijo adoptivo de San Sebastián.

## Descendencia
El 1 de noviembre de 1860 contrajo matrimonio en el palacio Arzobispal de Lima con Juana de la Puente y del Risco, VII Marquesa de Villafuerte, con la bendición de su tío José Sebastián de Goyeneche, arzobispo de Lima. La pareja tuvo once hijos:
- Juan de Goyeneche y de la Puente, IV conde de Guaqui, VIII marqués de Villafuerte, III conde de Casa Saavedra.
- Rosa de Goyeneche y la Puente (1870-), casada con Mauricio Álvarez de las Asturias Bohorques y Ponce de León, IV duque de Gor.
- María de Goyeneche y de la Puente, casada con José de Suelves y de Montagut, IX marqués de Tamarit.
- Consuelo de Goyeneche y de la Puente, casada con Francisco de Silva y Fernández de Henestrosa, XIX marqués de Zahara.
- José Manuel de Goyeneche y de la Puente, VII marqués de Corpa, casado con Pilar de San Gil y Otal, III condesa de Ruíz de Castilla.
- Carlos de Goyeneche y la Puente, casado con Ana de Silvela y de la Viesca, hija de los marqueses de Santa María de Silvela.
- Sebastián de Goyeneche y de la Puente.
- Lorenzo de Goyeneche y de la Puente, II conde de Gamio, casado con Carmen de Silva y Sapia.
- Pedro de Goyeneche y de la Puente.
- Juana de Goyeneche y de la Puente
- Luis de Goyeneche y de la Puente.